# Kiril Petkov
Kiril Petkov Petkov (în bulgară Кирил Петков Петков, n. 17 aprilie 1980, Plovdiv, Republica Populară Bulgaria) este un politician, economist și antreprenor bulgar, prim-ministru al Bulgariei din 13 decembrie 2021 până în 2 august 2022. Este co-liderul Continuăm Schimbarea, un partid politic pe care l-a co-fondat împreună cu Asen Vasilev.